# جی‌دی‌اس چوکای (دی‌دی‌جی-۱۷۶)
جی‌دی‌اس چوکای (دی‌دی‌جی-۱۷۶) (به انگلیسی: JDS Chōkai (DDG-176)) یک کشتی بود که طول آن ۵۲۸٫۲ فوت (۱۶۱٫۰ متر) بود. این کشتی در سال ۱۹۹۶ ساخته شد.